# SkyTran
SkyTran là một hệ thống vận chuyển cá nhân tốc độ cao (Personal Rapid Transit viết tắt là PRT) đầu tiên do nhà phát minh Douglas Malewicki đề xuất vào năm 1990 và dưới sự phát triển của hãng Unimodal Inc. Loại hình phương tiện hạng nhẹ chở hai người trên hệ thống đường tàu đệm từ trường thụ động trên cao dự kiến sẽ đạt được vận tốc tương đương 100 dặm Anh trên giờ (160 km/h) hoặc nhanh hơn, tiết kiệm nhiên liệu ở mức 200 dặm trên galông Mỹ (240 mpg‑Anh; 1,2 L/100 km). Nguyên mẫu của loại hình phương tiện công cộng SkyTran và một phần của đoạn đường ray đã được xây dựng. Một dạng hệ thống đệm từ trường  gọi là Inductrack dự kiến dành cho SkyTran, đã được General Atomics thử nghiệm bằng một mô hình toàn diện. UniModal Inc. hiện đang hợp tác với NASA trong việc thử nghiệm và phát triển SkyTran. Hệ thống SkyTran đang được xây dựng ở Israel là một dự án thí điểm và sẽ hoàn thành tại Tel Aviv vào cuối năm 2015. Các dự án bổ sung đã được đề xuất và/hoặc được lên kế hoạch ở Pháp, Đức, Ấn Độ, Indonesia, Malaysia, Pakistan, Ả Rập Xê Út, Slovenia, Anh và Mỹ.

## Chi tiết hệ thống
Nhằm giảm thiểu việc bảo trì và chuyển hay dừng làn đường một cách hiệu quả ở tốc độ cao, những phiên bản đầu tiên của hệ thống này đề xuất sử dụng hệ thống đệm từ thụ động gọi là Inductrack thay cho bánh xe. Đệm từ thụ động không cần nguồn điện bên ngoài để nâng phương tiện. Thay vào đó, lực đẩy từ trường do sự chuyển động của phương tiện tạo ra qua cuộn dây điện ngắn nằm trong đường ray. Những toa xe được vận hành là nhờ vào bộ động cơ tuyến tính nằm trong đường ray hoặc phương tiện. Do đó, hệ thống sẽ có rất ít bộ phận chuyển động; chủ yếu là chính bản thân phương tiện di chuyển dọc theo làn đường, dừng cả bánh lẫn cửa xe, và các cánh quạt gắn bên trong bộ phận sưởi ấm và điều hòa không khí; do vậy hệ thống này được quảng bá như là "thể rắn".
Các cuộn dây từ trường  thụ động được khép kín và được hỗ trợ bởi một lớp vỏ nhẹ được gọi là đường dẫn còn dùng để giữ cố định cả toa xe nhằm ngăn chặn trật bánh. Malewicki đề xuất một thiết kế lưới 3D giúp tránh các nút giao thông tai nạn dễ xảy ra bằng nút giao thông khác mức, với các đường dẫn và những dốc lên xuống của chúng nằm bên trên hoặc bên dưới mỗi toa xe khác. Quãng đường ray sẽ có chiều cao 20 hoặc 30 feet (6 hoặc 9 m) so với mặt đất được dựng bằng những cây cột kim loại tiêu chuẩn. Ngoài ra chúng cũng có thể được gắn vào bên trong các công trình. Sau khi xác định những vấn đề với Inductrack và các chi phí liên quan với nó, nhà sáng chế SkyTran đã mô tả bản thiết kế cải tiến trong một cuộc phỏng vấn Horizon của BBC với SkyTran tại Trung tâm nghiên cứu Ames của NASA ở Mountain View, California.

## So sánh với các hệ thống giao thông công cộng khác
Theo Cơ sở dữ liệu Vận tải Quốc gia Mỹ (hồ sơ về tất cả hệ thống giao thông công cộng ở Mỹ), hệ thống đường sắt nhẹ trung bình có chi phí 5.66 USD một hành khách (1.78 USD chi phí vốn và 3.55 USD chi phí vận hành). Các dự án đường sắt nhẹ có giá 100 triệu USD/dặm (62.000.000 USD/km) trong khi SkyTran chỉ tốn 10 triệu USD/dặm (6.200.000 USD/km). Cơ sở hạ tầng Skytran làm giảm trọng lượng của toa xe trống dưới 70 lb/ft (104 kg/m), so với các loại toa xe đường sắt nhẹ có trọng lượng 990 lb/ft (1,473 kg/m).
Công suất tối đa của hệ thống là 11.500 hành khách mỗi giờ mỗi hướng đạt được qua khoảng cách giữa các toa xe bằng 1/2 khoảng trống thứ hai. Chạy 80 dặm mỗi giờ (130 km/h), các toa xe cách nhau 59 feet (18 m) và dừng lại bởi nhiều hệ thống an toàn dự phòng. Thông qua hệ thống điều khiển tự động, SkyTran sẽ đảm bảo vận hành an toàn hơn so với lái xe bằng cách loại bỏ lỗi lầm của con người (> 95% nguyên nhân gây ra tử vong giao thông của con người). Khi các tuyến đường đạt tới công suất, một tuyến đường mới sẽ được xây dựng song song với 0.5 tuyến đầu tiên cách một dặm nhằm cung cấp một mạng lưới phủ sóng tốt hơn.

## Lịch sử
Malewicki đã thai nghén ý tưởng cơ bản về ý niệm SkyTran vào năm 1990, nộp đơn xin cấp bằng sáng chế Mỹ cùng năm đó với bằng sáng chế #5108052 được cấp vào năm 1992. Ông đã xuất bản một số tài liệu kỹ thuật về SkyTran trong những năm tiếp theo. Năm 1991, ông cho trình bày một bài báo nhan đề  "People Pods - Miniature Magnetic Levitation Vehicles for Personal Non-Stop Transportation" (People Pods - Phương tiện đệm từ trên cao thu nhỏ dành do loại hình giao thông vận tải không dừng cá nhân) cho Hiệp hội Kỹ sư Ôtô (SAE) tại Hội nghị Giao thông vận tải Tương lai ở Portland, Oregon. Bài viết này là sự mô tả kỹ lưỡng về khái niệm ở thời điểm đó, mặc dù một số tính năng quan trọng của thiết kế SkyTran hiện tại chỉ được thảo luận về các tùy chọn, bao gồm tàu đệm từ trên cao thay cho bánh xe và treo dưới đường dẫn thay vì lướt trên đó.
Bài viết mô tả cách thức mà Malewicki đã xây dựng và lái một mẫu xe 154-MPG trên làn đường xa lộ hợp pháp vào năm 1981, nhưng kịp thời nhận ra rằng nó chẳng bao giờ có thể được an toàn trên một đường phố được bao quanh bởi các loại xe cộ lớn và nặng hơn nhiều. Những làn đường trên cao sẽ cho phép một loại phương tiện rất nhẹ được an toàn hơn. Chúng cũng là cơ sở cho việc giảm giá thành của hệ thống, vì chẳng cần tới đường sá lớn và giải phóng mặt bằng. Bài viết đã giới thiệu sự phân tích khí động học phụ (Malewicki là một kỹ sư hàng không vũ trụ) tuyên bố về hiệu quả năng lượng rất cao (bài viết xác nhận 407 mpg-US hoặc 489 mpg-imp hay 0.578 L/100 km dành cho mẫu thiết kế toa xe chở hai người hiện hành của SkyTran, dù trang Unimodal đưa ra lời tuyên bố duy nhất, "trên 200 mpg-US hoặc 240 mpg-imp hay 1.2 L/100 km"). Nó cũng mô tả cách một phương tiện rất nhẹ có thể siết chặt cả hai bề mặt làn đường chạy đồng thời đạt được sự giảm tốc đáng tin cậy ở mức 6-G, cho phép hãm phanh một cách an toàn tới một trạm dừng khoảng 100 dặm mỗi giờ (161 km/h) chỉ trong 55 feet (16.76 m).
Năm 1999, Malewicki được mời trình bày một cái nhìn tổng quan về tương lai của ngành giao thông vận tải trong Kỷ yếu của Viện Kỹ sư Điện và Điện tử (IEEE). Lời biện hộ của ông còn hơn cả việc dự đoán về tương lai, đã mô tả "sự hồi tưởng quá khứ về các hệ thống vận chuyển trạng thái vững chắc" đang hình dung sự phát triển của sáng chế SkyTran từ góc nhìn của năm 2052. Một thập kỷ sau, ông được mời đến trình bày một bản cập nhật cho Kỷ yếu số tháng 11 năm 2009 của họ về loại hình giao thông vận tải chạy bằng động cơ tuyến tính. Cùng năm đó, ông còn có một cuộc phỏng vấn với tạp chí công nghiệp Industrial Design và EV World. Ngay khi Malewicki và đối tác của ông bắt đầu đề xuất kiến nghị về hệ thống vận chuyển tốc độ cao, các đề xuất và những nỗ lực khác của họ nhằm công bố công khai ý tưởng bắt đầu được mô tả trên các tạp chí công nghệ nổi tiếng và các bài viết tin tức địa phương và quốc gia.
Tình trạng thiếu hụt năng lượng năm 2008 đã kích thích mối quan tâm mới về những đề xuất phương tiện xanh như SkyTran. Trang bìa của tạp chí Popular Science số đặc biệt tháng 6 năm 2008 "Tương lai của Môi trường" giới thiệu một loại phương tiện giống như SkyTran nổi bật tại "Siêu Đô thị Xanh" trong tương lai. Đề tài "Maglev SkyTran" đã trích dẫn một số ý tưởng của SkyTran và hệ thống vận chuyển cá nhân tốc độ cao PRT, chẳng hạn như hành khách lên xuống ngay tại những "cổng chính" của trạm dừng trên cao hoạt động độc lập trong lúc việc chuyên chở tốc độ cao vẫn được tiếp tục tăng tốc trên tuyến đường chính của nó.
Vào tháng 9 năm 2009, NASA (Cơ quan Hàng không và Vũ trụ Mỹ) đã ký một thỏa thuận hợp tác phát triển gọi là Space Act với Unimodal. Unimodal đã tiến hành thử nghiệm toa xe nguyên mẫu trên một đoạn đường dẫn ngắn tại Trung tâm nghiên cứu Ames của NASA ở Mountain View, California. Phần mềm mô phỏng động cơ phương tiện và điều khiển của NASA được làm ra cho Unimodal, đã thuê các nhà thầu phụ của NASA để tạo ra chương trình đang sử dụng nguồn vốn tài trợ DOT của Mỹ. Tháng 6 năm 2014, Unimodal và Israel Aerospace Industries (IAI) đã ký hợp đồng xây dựng một quãng đường thử nghiệm trên cao dài 400-500 mét xung quanh khuôn viên của IAI ở miền trung Israel. Nếu dự án thí điểm tỏ ra thành công, IAI sẽ xây dựng một mạng lưới SkyTran thương mại tại thành phố Tel Aviv.